# Alojz Oset
Alojz Oset, slovenski politik, * 15. december 1942.
Med letoma 1997 in 2002 je bil član Državnega sveta Republike Slovenije.